# Garuda Wisnu Kencana

Monumento con la estatua de Vishnu cabalgando sobre Garuda de 121 metros de altura.

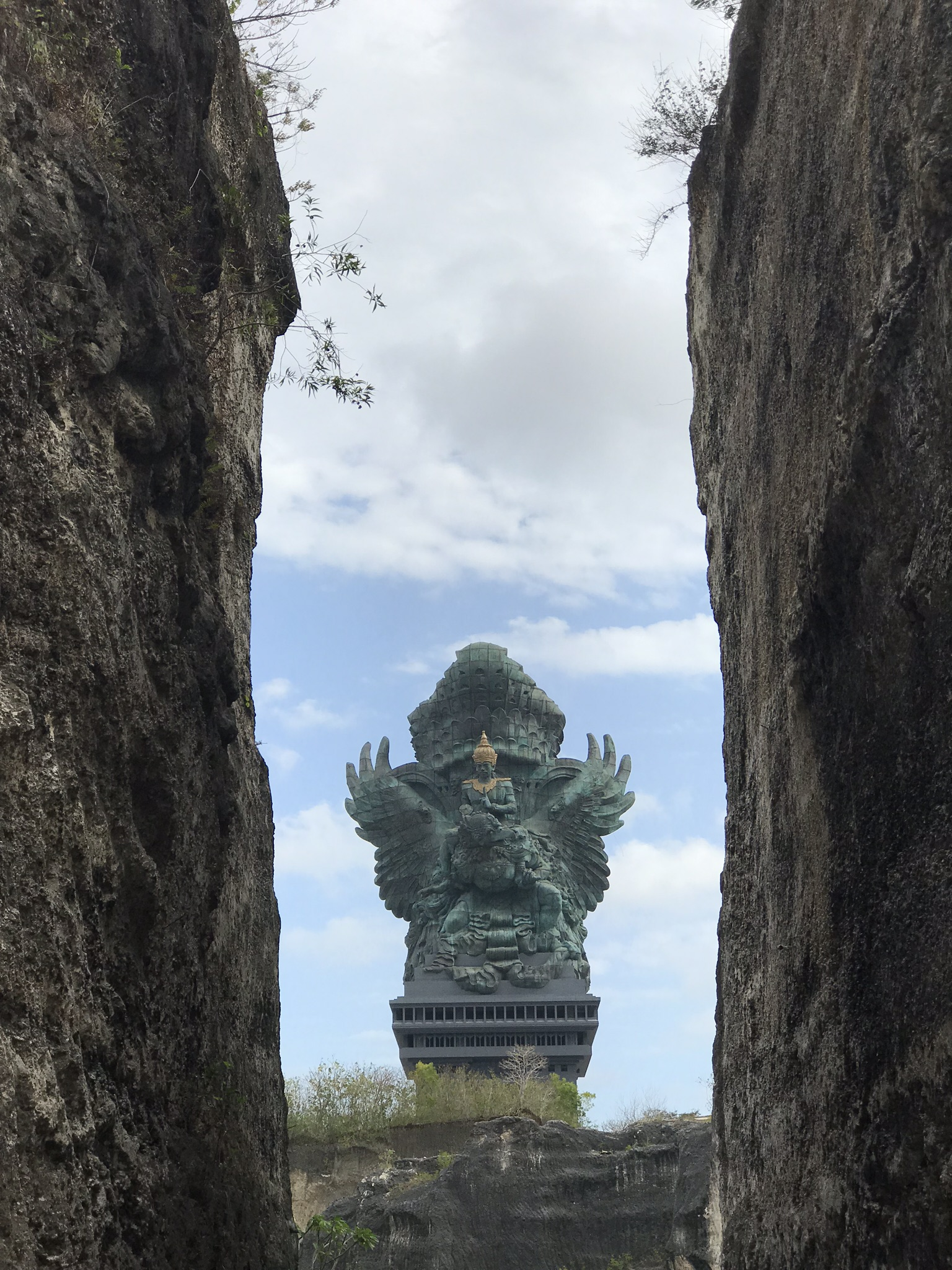
Monumento con la estatua de Vishnu cabalgando sobre Garuda de 121 metros de altura.

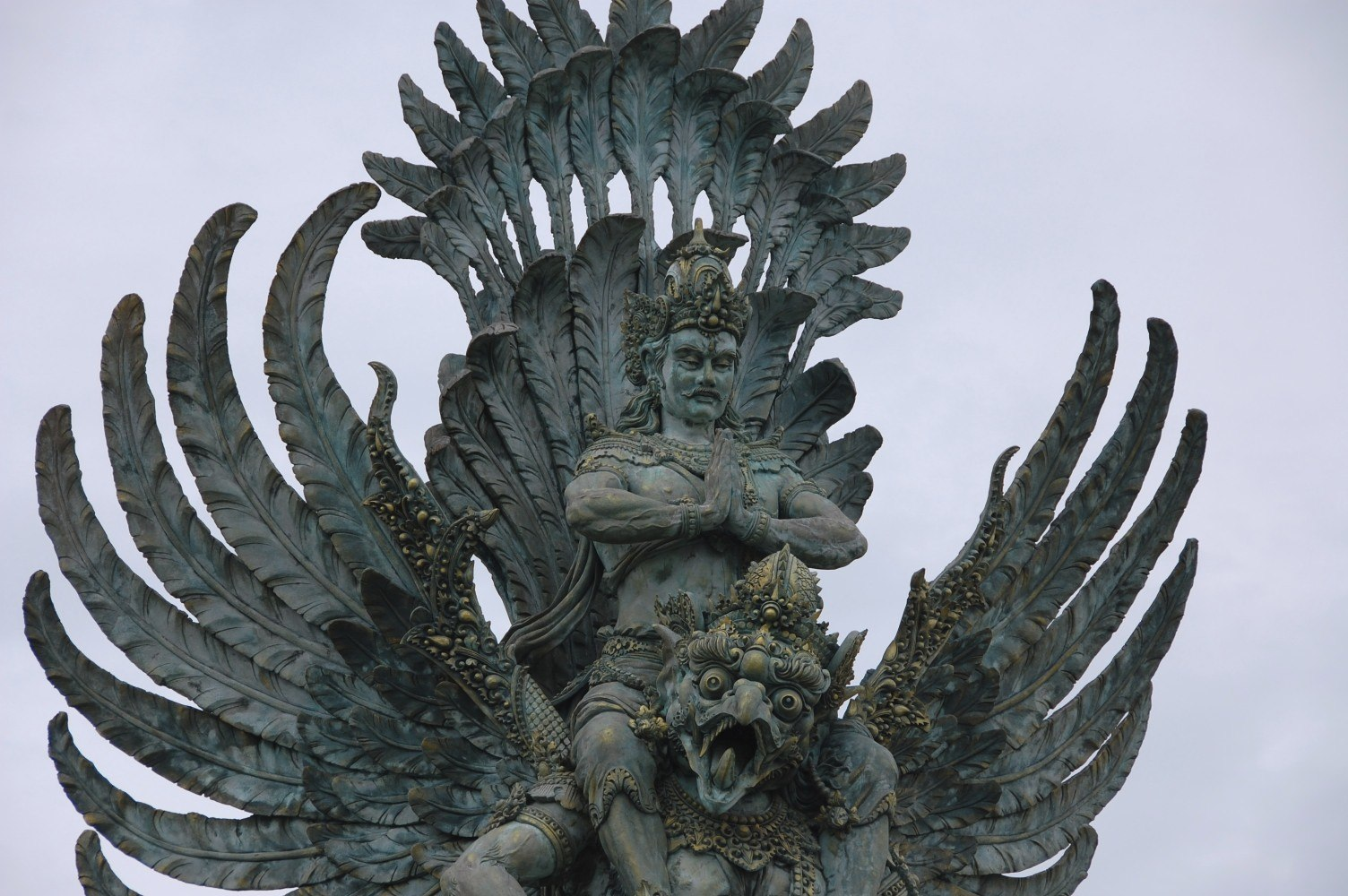
Otra estatua de Vishnu cabalgando sobre Garuda.

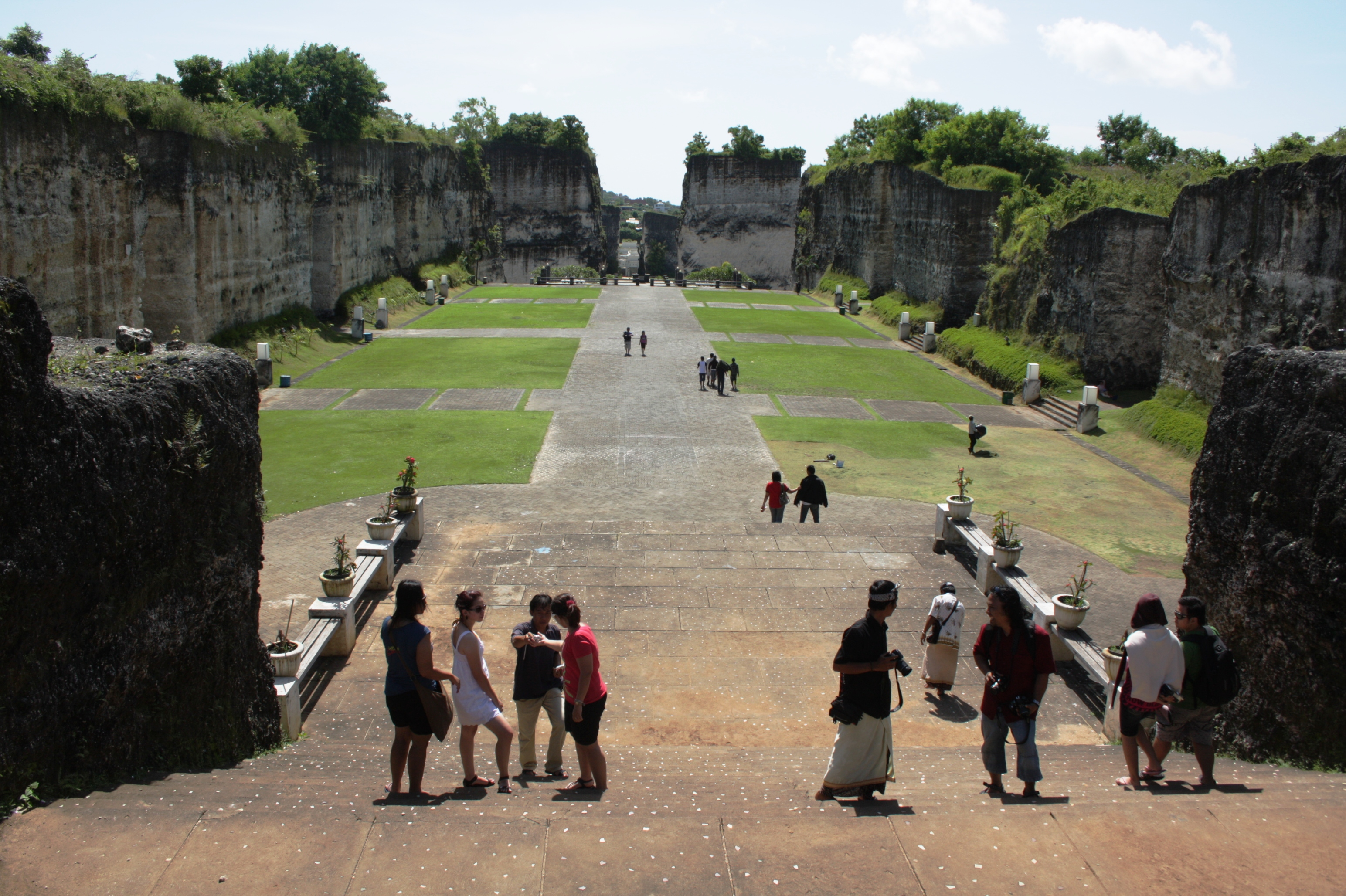
Zona del Lotus Pond.

Garuda Wisnu Kencana  es un parque cultural, destino turístico y atracción ubicado en Ungasan, Badung en la isla de Bali, Indonesia a unos 10 minutos del Aeropuerto Internacional Ngurah Rai. Se encuentra dedicado al dios hindú Vishnu y su montura, Garuda, el ave mitológica que lo acompaña. El parque es propiedad de Alam Sutera Realty, Tbk, la construcción de la estatua de 120,9 m de Vishnu a grupas de su cabalgadura alada Garuda se terminó de construir en agosto de 2018. El parque abarca un predio de 60 hectáreas y se encuentra a unos 263 metros sobre el nivel del mar.

## Estatua Garuda Wisnu Kencana
Diseñada para ser la estatua más alta de Indonesia, Garuda Wisnu Kencana se inspira en una historia de la mitología hindú sobre la búsqueda de Amerta (el elixir de la vida). Según este mito, Garuda aceptó ser montado por el señor Wisnu a cambio del derecho de usar el elixir para liberar a su madre esclava.
La idea del monumento no estuvo exenta de controversia, y las autoridades religiosas de la isla se quejaron de que su tamaño ingente podría alterar el equilibrio espiritual de la isla y de que su naturaleza comercial era inapropiada, pero algunos grupos aprobaron el proyecto, porque consideraron que sería una nueva atracción turística en tierra hasta entonces estéril.
La estatua de 75 m de altura y 65 m de ancho fue diseñada por Nyoman Nuarta. Se asienta sobre un pedestal para llevar la altura total del monumento a 121 m, que es casi 30 m más alto que la Estatua de la Libertad en los Estados Unidos. El monumento terminado es casi tan alto como un edificio de 21 pisos. Pesa 4000 toneladas, lo que la convierte en la estatua más pesada del país. La estatua está hecha de láminas de cobre y latón, con un marco y esqueleto de acero inoxidable, así como una columna central de acero y hormigón. La cubierta exterior posee 22 000 m² de área. La corona de Wisnu está cubierta de mosaicos dorados y la estatua tiene una disposición de iluminación dedicada. El monumento se completó el 31 de julio de 2018 y fue inaugurado por el presidente de Indonesia, Joko Widodo, el 22 de septiembre de 2018.